# Phong Trạch
Phong Trạch (tiếng Trung: 丰澤, Hán Việt: Phong Trạch) là một quận thuộc thành phố Tuyền Châu, tỉnh Phúc Kiến, Trung Quốc. Quận này có diện tích 132 km², dân số 160.000 người, mã số bưu chính 362000. Quận Phong Trạch có 8 nhai đạo và 71 khu xã.